# Wenkchemna Peak
Wenkchemna Peak är en bergstopp i Kanada.   Den ligger på gränsen mellan British Columbia och Alberta, i den västra delen av landet, 3 000 km väster om huvudstaden Ottawa. Toppen på Wenkchemna Peak är 3 206 meter över havet. Wenkchemna Peak ingår i Bow Range.
Terrängen runt Wenkchemna Peak är huvudsakligen bergig.Trakten runt Wenkchemna Peak är nära nog obefolkad, med mindre än två invånare per kvadratkilometer.. Närmaste större samhälle är Lake Louise, 12,0 km nordost om Wenkchemna Peak. 
Trakten runt Wenkchemna Peak består i huvudsak av gräsmarker.